# Астрагал вздуточашечный
Астрагал вздуточашечный (лат. Astragalus physocalyx) — редкий вид многолетних растений рода Астрагал (Astragalus) семейства Бобовые (Fabaceae), произрастает в Европе и Азии.

## Биологическое описание
Многолетнее растение с укороченными стеблями.
Листья длиной 15—20 см, непарноперистые, состоят из 15—22 пар листочков яйцевидной или эллиптической формы, покрытых редким опушением.
Цветки собраны в густое кистевидное соцветие по 1—5 или более. Прицветники яйцевидные, 5—8 мм. Венчик жёлтый, флаг 15—45 мм длиной.
Плод — гладкий продолговатый боб длиной 12—15 мм.

## Ареал
Растение было впервые обнаружено в черте города Пловдив в Болгарии. В 1902 году вследствие сбора для коллекций и карьерных разработок единственное известное местообитание растения было уничтожено, вид длительное время считался исчезнувшим. В безуспешных экспедициях по поиску астрагала принимал участие лично царь Борис III. В 1950 году два растения были обнаружены в долине Струмы близ села Кулата. В 1961 году они были перевезены в Ботанический сад Софии, где несколько лет поддерживались и размножались. В 1976 году шесть растений из ботанического сада были высажены в место первоначальной находки вида, однако прижилось лишь одно из них, вскоре погибшее.
Через несколько лет изолированные популяции астрагала вздуточашечного были обнаружены в Македонии и Греции. В 2006 году в долине Струмы вид вновь был найден. Также вид был неожиданно обнаружен в Турции.
В Болгарии вид охраняется законом. Внесён в Красную книгу Болгарии в категории видов, находящихся под критической угрозой исчезновения. Включён в Приложение I Бернской конвенции (1979).

## Таксономия
Вид Астрагал вздуточашечный входит в род Астрагал (Astragalus) трибы Galegeae подсемейства Мотыльковые (Faboideae) семейства Бобовые (Fabaceae).
|  |                                      |  |                                                             |                                                             |                   |  | ещё 3 семейства (согласно Системе APG II) | ещё 3 семейства (согласно Системе APG II) |                          |  |  |  | ещё 27 триб                 | ещё 27 триб        |  |  |  |  | ещё более 1600 видов | ещё более 1600 видов |
|  |                                      |  |                                                             |                                                             |                   |  | ещё 3 семейства (согласно Системе APG II) | ещё 3 семейства (согласно Системе APG II) |                          |  |  |  | ещё 27 триб                 | ещё 27 триб        |  |  |  |  | ещё более 1600 видов | ещё более 1600 видов |
|  |                                      |  |                                                             | порядок Бобовоцветные                                       |                   |  |                                           |                                           | подсемейство Мотыльковые |  |  |  |                             | род Астрагал       |  |  |  |  |                      |                      |
|  |                                      |  |                                                             | порядок Бобовоцветные                                       |                   |  |                                           |                                           | подсемейство Мотыльковые |  |  |  |                             | род Астрагал       |  |  |  |  |                      |                      |
|  | отдел Цветковые, или Покрытосеменные |  |                                                             |                                                             | семейство Бобовые |  |                                           |                                           | триба Galegeae           |  |  |  | вид Астрагал вздуточашечный |                    |  |  |  |  |                      |                      |
|  | отдел Цветковые, или Покрытосеменные |  |                                                             |                                                             |                   |  |                                           |                                           |                          |  |  |  |                             |                    |  |  |  |  |                      |                      |
|  |                                      |  | ещё 44 порядка цветковых растений (согласно Системе APG II) | ещё 44 порядка цветковых растений (согласно Системе APG II) |                   |  |                                           | ещё 2 подсемейства                        | ещё 2 подсемейства       |  |  |  | ещё около 22 родов          | ещё около 22 родов |  |  |  |  |                      |                      |
|  |                                      |  |                                                             | ещё 44 порядка цветковых растений (согласно Системе APG II) |                   |  |                                           |                                           | ещё 2 подсемейства       |  |  |  |                             | ещё около 22 родов |  |  |  |  |                      |                      |

### Синонимы
- Tragacantha physocalyx (Fisch.) Kuntze, 1891